# Federazione di baseball e softball del Lesotho
La Federazione lesothiana di baseball e softball (eng. Lesotho Baseball & Softball Association ) è un'organizzazione fondata nel 1996 per governare la pratica del baseball e del softball in Lesotho.
Organizza il campionato maschile e di softball femminile, e pone sotto la propria egida la nazionale maschile e di softball femminile.